# Mattiastrum laxiflorum
Mattiastrum laxiflorum är en strävbladig växtart som först beskrevs av Ernst Rudolf von Trautvetter, och fick sitt nu gällande namn av S.K. Cherepanov. Mattiastrum laxiflorum ingår i släktet Mattiastrum och familjen strävbladiga växter. Inga underarter finns listade i Catalogue of Life.